# ARC Caldas (1933)
Pour les articles homonymes, voir ARC Caldas.
L'ARC Caldas était l’un des deux destroyers de classe Antioquia construits pour la marine nationale colombienne dans les années 1930. Commandés à l’origine pour la marine portugaise, les deux navires ont été achetés par la Colombie alors qu’ils étaient encore en construction. L’ARC Caldas a été désarmé en 1960 et démoli par la suite.

## Conception
Les navires de la classe Antioquia ont été conçus par le constructeur naval britannique Yarrow Shipbuilders et étaient basés sur l'HMS Ambuscade, un prototype de destroyer construit en 1926 par Yarrow pour la Royal Navy. Ils mesuraient 98,45 m de longueur hors tout et 93,57 m entre perpendiculaires, avec une largeur de 9,45 m et un tirant d'eau de 3,35 m. Le navire avait un déplacement de 1239 tonnes à charge normale et 1588 tonnes à pleine charge.
Les navires de la classe Antioquia étaient propulsés par deux turbines à vapeur à engrenages Parsons-Curtis, chacune entraînant un arbre d'hélice utilisant de la vapeur fournie par trois chaudières Yarrow. Les turbines, d’une puissance nominale de 33 000 chevaux (25 000 kW), étaient destinées à donner une vitesse maximale de 36 nœuds (67 km/h). Les destroyers transportaient suffisamment de mazout pour leur donner une autonomie de 5 400 milles marins (10 000 km) à 15 nœuds (28 km/h).
L’armement était similaire à celui des destroyers contemporains de la Royal Navy, avec quatre canons Vickers-Armstrong Mk G de 4,7 pouces (120 mm) et trois canons antiaériens Mk VIII de 2 livres (40 mm). Deux affûts quadruples de tubes lance-torpilles de 21 pouces (533 mm) étaient montés, tandis que l’armement anti-sous-marins était constitué de deux lanceurs de grenades anti-sous-marines avec 12 grenades. Les navires pouvaient transporter jusqu’à 20 mines. L’équipage des navires se composait de 147 officiers et marins.

## Engagements
Le navire a été commandé à l’origine par la marine portugaise, mais alors qu’il était encore en construction à l'Arsenal de la Marine de Lisbonne, la marine colombienne en a fait l’acquisition au lendemain du conflit avec le Pérou. Elle l’a baptisé ARC Caldas par reconnaissance envers les habitants du département de Caldas, pour leurs contributions et leurs dons de bijoux et d’autres objets de valeur, afin de les employer à l’achat d’armes pour la défense de la patrie.

### L'incident du U-154
L’ARC Caldas a été impliqué dans le seul engagement armé de la Colombie contre les forces de l'Axe pendant la Seconde Guerre mondiale. Dans la nuit du 29 mars 1944, à 20:25, dans la mer des Caraïbes, un guetteur à bord du Caldas aperçut un périscope à bâbord. Après s'être rapproché, dans l'obscurité, les Colombiens tombèrent sur l''U-154 naviguant en surface. Les Allemands furent pris par surprise à la soudaine apparition du Caldas et furent incapables d'actionner à temps leur canon de pont, préférant plonger pour éviter les tirs du destroyer ennemi. Selon le rapport de la Marine colombienne, les hommes du Caldas touchèrent l'U-154 à deux reprises avec des tirs de 105 mm avant qu'il ne plonge et tentèrent de l’achever au moyen de grenades anti-sous-marines. Une nappe de mazout et des débris furent observés, semblant confirmer le naufrage du sous-marin. En tout, l’engagement ne dura pas plus de trois minutes, et le Caldas fit route vers son port, sans chercher de survivants. Quand le Caldas arriva au port le matin suivant à 03:30, la nouvelle de la « victoire » s'était déjà propagée. Toutefois, l'U-154 s'échappa sans dommage. Utilisant la réserve de secours et des tubes lance-torpille endommagés, les Allemands furent capables de simuler la nappe de mazout et les débris observés par les Colombiens, et purent s'échapper indemnes. Les journaux reportèrent des rapports erronés de l'incident. Un article du TIME clama que le sous-marin coulé n'était pas allemand, mais américain. D'autres répandirent des informations sur la manière dont l'équipage du Caldas vengea ceux qui étaient morts à bord des navires colombiens coulés. En fin de compte, l'U-154 rencontra son destin le 3 juillet 1944 au large de Madère, quand il fut coulé corps et biens par le destroyer-escorteur USS Inch et l'USS Frost,.

### L'incident du 28 février 1955
L’ARC Caldas a perdu huit membres d’équipage, balayés du pont par une vague dans la mer des Caraïbes le 28 février 1955, deux heures avant d’arriver à Carthagène. Le navire avait quitté quatre jours plus tôt Mobile (Alabama) aux États-Unis, où il était resté huit mois pour des réparations sur l’équipement électronique et l’artillerie.Le navire est arrivé au port le 28 février 1955 pour y annoncer la mauvaise nouvelle. Des recherches ont été organisées pour tenter de localiser les membres de l’équipage tombés à la mer, sans succès. Après quatre jours de recherches, ils ont été officiellement déclarés mort. En fait, il y a eu un survivant nommé Luis Alejandro Velasco qui s'est accroché à un radeau pneumatique. Velasco a survécu sans manger ni boire pendant dix jours sur son radeau à la dérive. Le radeau a finalement atteint la côte colombienne sur la plage d’Urabá où Velasco est arrivé épuisé, mais vivant, et il a été soigné à l’hôpital naval de Carthagène. Après être sorti de l'hôpital, le marin a cherché à tirer profit de son aventure auprès du journal El Espectador, un journal colombien très populaire. Son récit a été recueilli par le futur prix Nobel de littérature Gabriel García Márquez. À l’époque, García Márquez avait 27 ans et débutait sa carrière de journaliste d'investigation. Les articles publiés par Márquez dans El Espectador ont révélé à l’opinion publique la corruption qui régnait dans l'armée sous la dictature de Gustavo Rojas Pinilla, président de la Colombie à l’époque. En représailles, Rojas Pinilla a fait fermer le journal et García Márquez a dû s’exiler à Paris. Des années plus tard, le récit de l’aventure a été publié sous le titre Relato de un náufrago (en français, Récit d'un naufragé). C’est devenu l’une des créations les plus emblématiques de García Márquez. Selon Xavi Ayén, il été l’un des livres les plus vendus de García Márquez : dix millions d’exemplaires,.